# Embrach
Embrach (toponimo tedesco; dal 1809 al 1931 ufficialmente Unterembrach) è un comune svizzero di 9 189 abitanti del Canton Zurigo, nel distretto di Bülach.

## Storia
Dal suo territorio nel 1809 fu scorporata la località di Oberembrach, divenuta comune autonomo.

## Monumenti e luoghi d'interesse

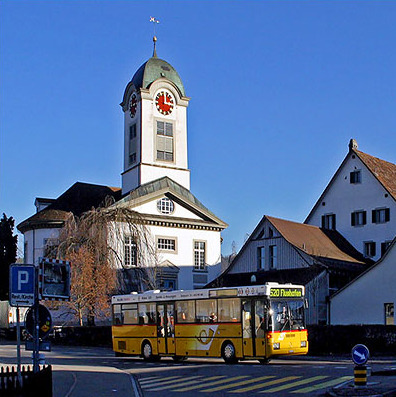
La chiesa riformata

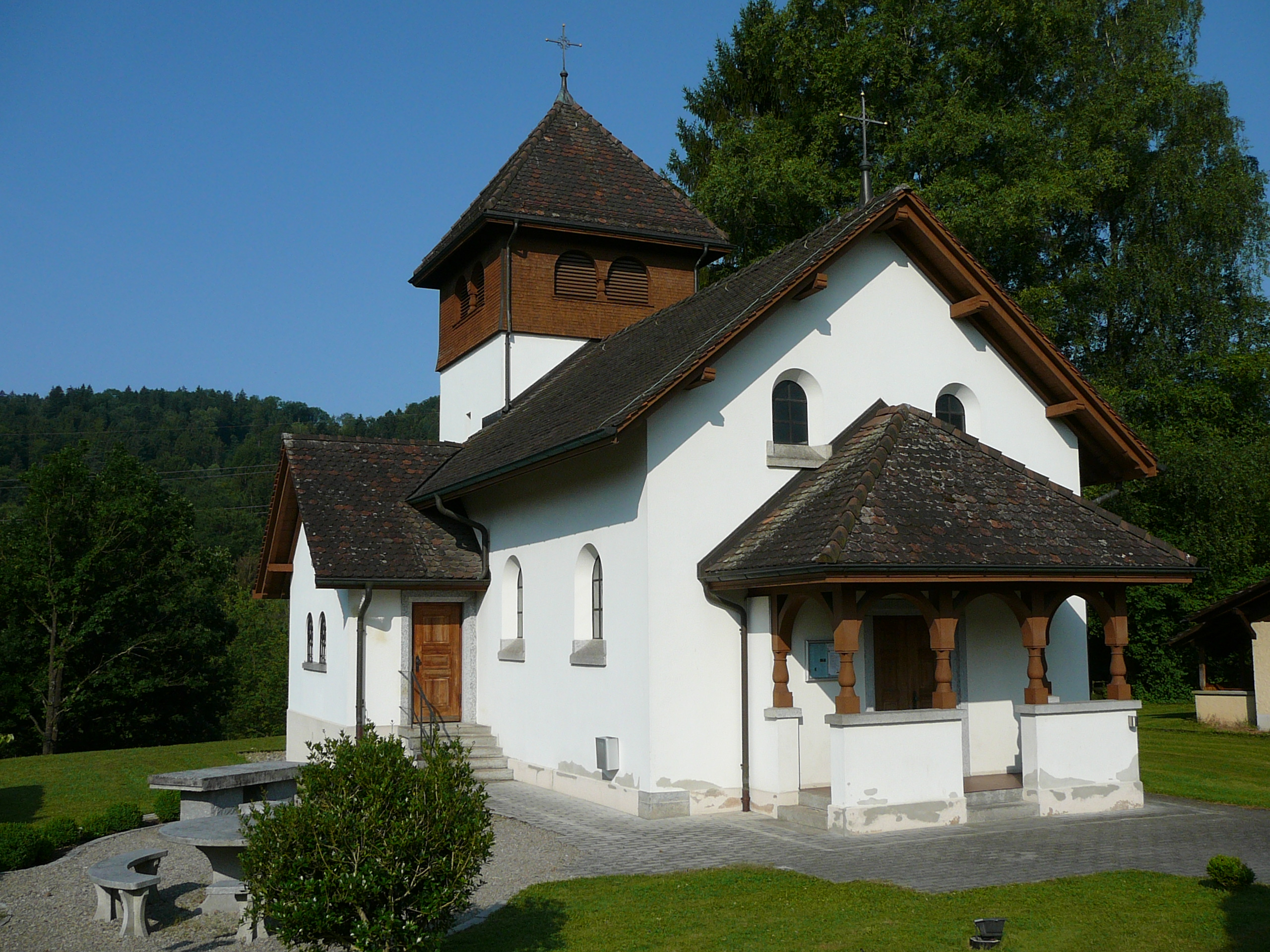
La chiesa cattolica di San Pietro

- Chiesa riformata, attestata dal 1044 e ricostruita nel 1392 e nel 1446[1].
- Chiesa cattolica di San Pietro, eretta nel 1924.

## Società

### Evoluzione demografica
L'evoluzione demografica è riportata nella seguente tabella:
Abitanti censiti

## Infrastrutture e trasporti

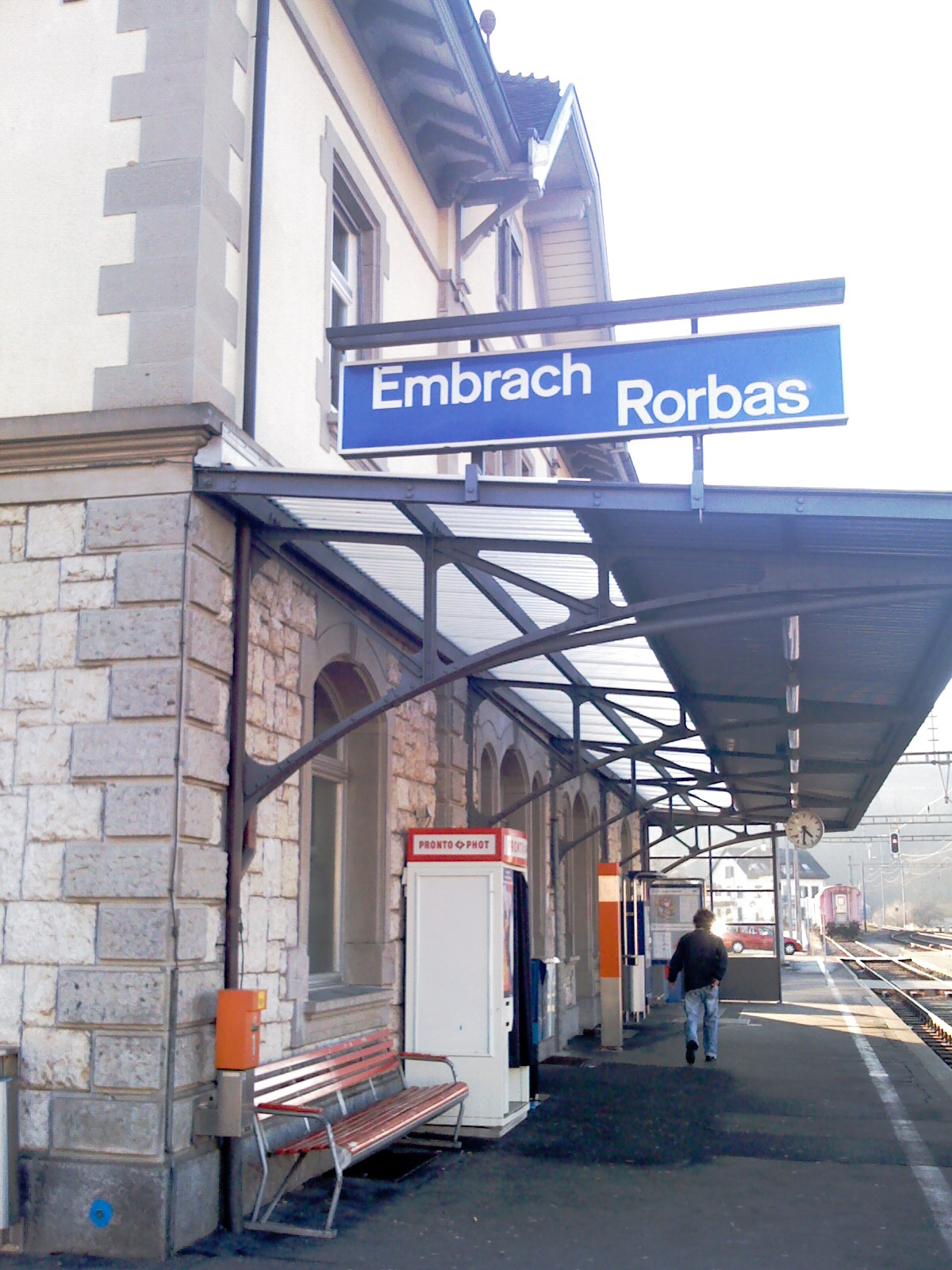
La stazione di Embrach-Rorbas

Embrach è servito dalla stazione di Embrach-Rorbas sulla ferrovia Winterthur-Bülach-Koblenz.

## Amministrazione
Ogni famiglia originaria del luogo fa parte del cosiddetto comune patriziale e ha la responsabilità della manutenzione di ogni bene ricadente all'interno dei confini del comune.